# Secret Land
«Secret Land» es el segundo sencillo del álbum de Sandra Into a Secret Land. La canción es una adaptación del tema «Trenchcoat Man», del proyecto musical alemán de corta vida Fabrique.

## Producción
El tema fue producido por Michael Cretu, cuya letra se volvió a escribir, y que quedó acreditada para esta ocasión a Susanne Müller-Pi, Klaus Hirschburger y Michael Hermann Hoenig (de verdadero apellido Höing). La carátula del sencillo fue diseñada por Mike Schmidt (a través de los Ink Studios) y la fotografía fue tomada por Pepe Botella.
La voz masculina que acompañaba a Sandra en la canción era la del cantante alemán Hubert Kemmler, líder de la banda alemana Hubert Kah. El vídeo musical fue rodado en la localidad francesa del islote de Monte Saint-Michel.

## Recibimiento
«Secret Land» fue una canción exitosa en Israel, donde llegó a lo más alto de su lista, y entró en el top 10, además de en Alemania, en Sudáfrica (número 8), y en Suiza (número 9). Alcanzó el top 20 en Suecia (número 15) y Austria (número 17). Curiosamente, solo llegó al número 26 en Francia, donde sus anteriores sencillos habían tenido gran aceptación.
Entró en el top 20 alemán el 20 de octubre de 1988, en donde permaneció durante diez semanas, de las cuales dos estuvo en el puesto número 7.

## Nueva grabación
En 1999, Sandra volvió a grabar el tema acompañándolo con un nuevo vídeo musical. Fue incluido en el recopilatorio My Favourites, editado en junio de 1999. El sencillo, publicado previamente el 17 de mayo, contuvo cuatro distintas remezclas de la nueva grabación con sus respectivas producciones adicionales hechas por Peter Ries en las pistas 1, 2 y 4, y Wolfgang Filz en la pista 3. 
«Secret Land», en esta segunda versión de 1999, solo llegó al número 69 de la lista musical alemana.

## Sencillo
- Sencillo 7"

A: «Secret Land» - 4:04
B: «Into Nobody's Land» - 4:01
- Sencillo 12"

A: «Secret Land» (Reverse Mix) - 6:44
B1: «Secret Land» (Single Version) - 4:05
B2: «Secret Land» (Dub Mix) - 3:33
- CD maxi

1. «Secret Land» (Reverse Mix) - 6:44
2. «Secret Land» (Single Version) - 4:04
3. «Secret Land» (Dub Mix) - 3:33

### Versión de 1999
- CD maxi

1. «Secret Land» (Radio Edit) - 3:20
2. «Secret Land» (Ultra Violet Club Mix) - 5:34
3. «Secret Land» (La Danza Club Mix) - 6:12
4. «Secret Land» (Ultra Violet Radio Edit) - 3:41

## Posiciones
| País (1988)  | Puesto alcanzado |
| ------------ | ---------------- |
| Alemania     | 7                |
| Austria      | 17               |
| Francia      | 26               |
| Israel       | 1                |
| Italia       | 40               |
| Países Bajos | 81               |
| Suecia       | 15               |
| Suiza        | 9                |

| Lista paneuropea (1988) | Puesto alcanzado |
| ----------------------- | ---------------- |
| Eurochart Hot 100       | 24               |

| País (1999)     | Puesto alcanzado |
| --------------- | ---------------- |
| Alemania        | 69               |
| República Checa | 61               |
| Israel          | 19               |